# بروس سون
بروس سون (انگلیسی: Bruce Seven؛ زاده ۴ ژوئن ۱۹۴۶ درگذشته ۱۵ ژانویهٔ ۲۰۰۰) یک کارگردان پورنوگرافی اهل آمریکا بوده است. 